# Neighbours from Hell (serija videoigara)
Neighbours from Hell (hrv. Susjedi iz pakla) je serija popularnih videoigara za PC, GameCube i Xbox. 
Prvi dijelovi su iz produkcije austrijskog JoWooda, a ostali produkcije GFI-a i Russobit-M iz Rusije.

## Način igre (Neighbours from Hell)
U igri Neighbours from Hell igrač mora sakupljati stvari iz susjedovog stana i koristiti ih kao zamke za susjeda koje ćete postavljati na neočekivana mjesta. Igrač je zvijezda nove TV emisije s kamerama koje snimaju svaki pokret igrača kad postavlja zamke kao rezanje stolice, kora od banane, sapun na podu, uništavanje slika i pravljenje nereda s posuđem. Ciljevi igre su kao i ciljevi u pravim emisijama, velike ocjene i nagrade. Prepreke u igrama čine i sam oprezni susjed, a ponekad i neki drugi likovi.

## Povijest
Austrijska produkcijska kuća JoWood 2003. izdala je igru Neighbours from Hell. Igrica je doživjela velik uspjeh u velikom dijelu svijeta, i nastavak je napravljen 2004. Tada je produkcija zasutavljena i nijedan nastavak JoWooda nije napravljen. 2006., kada je ruska kompanija Russobit-M (Руссобит-M) dobila licencu za distribuciju oba nastavka popularne igra u Rusiji, oni su počeli svoju seriju igara istog naziva jer je i u njih igrica doživljela ogroman uspjeh. U njihovom području igre se zovu Как достать соседа (hrv. Kako dobiti susjeda). Te igrice plasirali su i na europsko i američko tržište. Sveukupno izdano je 5 dijelova, dok je šesti u pripremi, ne brojeći spin-off u kojem je susjed glumica. Tu su igru također izdali Russobit-M i GFi, ali developer je Orion.

### Neighbours from Hell: Revenge is a Sweet Game (hrv. Susjedi iz pakla: Osveta je slatka igra)
Woody, običan čovjek koji uživa u prirodi, najednom postane jako ljut. Razlog tomu je njegov novi susjed i njeogovo ponašanje. On Woodyu uništava sve oko njeogove kuće i narušava mir. Woody to više ne može podnijeti i zove TV kuću za novu emisiju. Oni pristaju. Woodyjev zadatak je da krade stvari iz susjedove kuće i radi mu trikove. Igra se odvija samo u susjedovoj kući, koja se sastoji od 8 soba (podrum, hodnik, kupaonica, kuhinja, dnevni boravak, susjedov ured, spavaća soba, terasa). Prva tri levela su leveli za vježbanje. Prva sezona sadrži šest levela, a podrum, ured, spavaća soba i terasa su zaključane i u njima se ne odvija radnja. Druga sezona sadrži 4 levela. Novi lik je papagaj Chilli, koji, ako se Woody ne šulja, upozorava susjeda i on dotrčava u sobu. Sobe koje su otključane su spavaća soba i terasa. Treća sezona također sadrži 4 levela. Chilli je preminuo i njegovo mjesto preuzima susjedov pas. Otključani su i podrum i susjedov ured. Ovo su ujedno i najteži leveli. To je sveukupno 3 pripremna levela i 14 normalnih. Igrica je izdana u Velikoj Britaniji 22. rujna 2003.

### Neighbours From Hell 2: On Vacation (hrv. Susjedi iz pakla 2: Na odmoru)
Nastavak popularne igrice. 
Susjed je, kako bi se oslobodio Woodya, otišao na odmor. Ali, ni na putu neće dočekati mir, jer ga i tu prati Woody. Radnja se događa na brodu (4 levela), u Kini (4 levela), Indiji (4 levela) i Meksiku (2 levela). Woody sada ima tri života, ali od 6. levela se pojavljuje susjedova majka. Ona isto istuče Woodya kad ga vidi. Woody ne može raditi trikove majci, ali može napraviti susjedu, tako da izgleda kao da je susjed podmetnuo njegovoj majci. Dodatni likovi su Olga (žena koja se sviđa susjedu) i njezin sin. Oni neće Woodyu napraviti ništa. Igrica je izdana u Velikoj Britaniji i Austriji 5. svibnja 2004.

### Как достать соседа 3: В офисе (hrv. Kako dobiti susjeda 3: U uredu)
Prvi dio ruskih verzija igrice. Novi likovi su uvedeni. Glavni lik se još uvijek zove Woody, ali izgleda drugačije. Radnja se događa u uredu, radnom mjestu susjeda i Woodya. U uredu postoji 11 soba, a u svakom levelu se radnja odvija u samo nekim sobama. Treći i četvrti dio nisu baš doživjeli velik uspjeh. Developer je VZ. lab., a distributeri GFI i Russobit-M. Na zapadu Europe i u Sjevernoj Americi igra je poznata po nazivu  Pranksterz: Off Your Boss. Igrica je izdana u Rusiji 6. listopada 2006.

### Как достать соседа: На отдыхе (hrv. Kako dobiti susjeda: Na odmoru)
Igrica se sastoji od 15 levela. Likovi su isti kao i u trećem dijelu. Developer je VZ. lab., a distributeri GFI i Russobit-M. Na zapadu Europe i u Sjevernoj Americi igra je poznata po nazivu Pranksterz: No Rest for the Wicked. Izdana u Rusiji 26. listopada 2007.

### Как достать соседа: из России с любовью (hrv. Kako dobiti susjeda: Iz Rusije s ljubavlju)
U petom nastavku, igrač preuzima ulogu ruskog agenta Pullina. Njegov glavni zadatak je pronaći američkog agenta Arnolda Rubensteina, koji trenutno živi u Rusiji i ometati njegov rad.  U ovom dijelu grafika je puno poboljšana. Igrica se satoji od 13 levela. Prva tri levela odvijaju se u Rubensteinovoj kući s osam soba(garaža, vježbalište, hodnik, kupaonica, dnevno-spavaća soba, kuhinja, soba s bazenom). U prvom levelu zaključani su kuhinja i soba s bazenom. Kuhinja se otključava u drugom, a soba s bazenom u trećem levelu. Zadnji trik trećeg levela je da Pullin uđe u prtljažnik Rubenstainovog automobila i s njim se doveze u njegov privani avion. Tu se odvijaju novih 5 levela, a novi lik je stjuardesa koja ne smija vidjeti Pullina jer će kad ga vidi, pozvati Rubenstaina. Sljedećih 5 levela odvijaju se u hotelu u kojem je susjed odsjeo. Igrica je doživljela puno veći uspjeh od prošle dvije, i izdana je u Rusiji 14. studenog 2008. Na zapadu Europe i u Sjevernoj Americi igra je poznata po nazivu Pranksterz: From Russia with Love. Developer je GFI.

### Как достать соседа: Каникулы олигарха (hrv. Kako dobiti susjeda: Bogataševi praznici)
Šesti dio, koji bi trebao izaći tijekom 2011., događa se u selu "Nezhdalovo". U to selo doseljava se bogataš i narušava prirodnu ravnotežu. Počinje graditi kuću i ometati građane. Sada je na jednom dječaku da mu omete planove i potjera ga. Broj levela će najvjerojatnije biti jednak kao i u petom dijelu (3 +5 +5). U prva tri levela radnja se događa u susjedovoj kući, koja se upravo izgrađuje. Kuća se satoji od 10 soba (podrum, garaža, kupaonica, hodnik, spavaća soba, vježbalište, dnevni boravak, kuhinja, terasa, tavan) i dvorišta. U svakom levelu će se neke sobe otključavati (npr. vježbalište u prvom levelu neće biti otlkjučano, ali u drugom hoće). Sljedećih pet levela odvijaju se u susjedovoj tvornici pirotehnike, u kojoj i on sam radi. Za zadnjih pet levela se vraćamo u kuću koja će sada biti u cijelosti izgrađena. Pojavit će se novi lik, Dzhamshut. On živi u susjedovoj kući i posprema, ali je zapravo slikar, stolar, zidar, tesar i trgovac. On će katkad pomoći da se susjedu smjesti. Developeri (GFI) najavljuju da će grafika biti poboljšana te da će biti mnogo novih stvari za podmetanje starih trikova. Na zapadu Europe i u Sjevernoj Americi igra će biti poznata po nazivu Nasty Neighbors: No Country for Curmudgeon.

## Spin-off igrice
Postoji još puno igrica (ruskih i njemačkih) u kojima se radnja odvija na brojnim mjestima i s brojnim likovima, koji obično nisu susjedi. To nisu izdanja GFI-a i Russobit-M-a pa se zato ne računaju kao originali.